# 1-Amino-2,4-dibromanthrachinon
1-Amino-2,4-dibromanthrachinon ist eine chemische Verbindung aus der Gruppe der Anthrachinonderivate.

## Gewinnung und Darstellung
1-Amino-2,4-dibromanthrachinon kann durch Bromierung von 1-Aminoanthrachinon in verdünnten Mineralsäuren gewonnen werden.

## Eigenschaften
1-Amino-2,4-dibromanthrachinon ist ein roter, rotbrauner bis oranger geruchloser Feststoff, der praktisch unlöslich in Wasser ist. Mit Alkylaminen kann die Verbindung eine Photoreaktion eingehen. 1-Amino-2,4-dibromanthrachinon ist als krebserregend bekannt.

## Verwendung
1-Amino-2,4-dibromanthrachinon ist ein Anthrachinon-Küpenfarbstoff, der als Farbstoff oder Farbstoffzwischenprodukt in der Textilindustrie verwendet wird. Küpenfarbstoffe sind eine Klasse von wasserunlöslichen Farbstoffen, die sich leicht in eine wasserlösliche und in der Regel farblose Leukoform überführen lassen, mit der sich Fasern und Textilien – typischerweise Baumwolle, Wolle und Zelluloseacetat – imprägnieren lassen. Die Verbindung ist ebenfalls nützlich zur Untersuchung der uPAR-uPA-Protein-Protein-Interaktion (PPI), die an der Signalübertragung und an proteolytischen Vorgängen beteiligt ist, die zur Tumorinvasion und Metastasierung führen. Sie wird auch zur Bewertung potenzieller Nierentoxika verwendet, und zwar auf der Grundlage eines Zusammenhangs zwischen der chemisch induzierten Gewichtszunahme der Nieren und der Nierenhistopathologie bei Ratten.

## Regulierung
Über den The Safe Drinking Water and Toxic Enforcement Act of 1986 besteht in Kalifornien seit 26. August 1997 eine Kennzeichnungspflicht, wenn 1-Amino-2,4-dibromanthrachinon in einem Produkt enthalten ist.